# Signmark
Marko Vuorenheimo, dit Signmark, est un rappeur et chansigneur finlandais, né le 26 juin 1978 à Helsinki, dans la région d'Uusimaa.
À l'origine accompagné de son groupe Sulava DJ et MC Mahtotapa, il mène une carrière solo depuis mai 2009. En 2009, il est honoré par le Prix de l'Outstanding Young Person of the World (TOYP) de la Jeune chambre internationale.

## Biographie

### Jeunesse
Marko Vuorenheimo naît le 26 juin 1978 à Helsinki, dans la région d'Uusimaa (Finlande). Il est né sourd dans le monde où la musique appartient aux entendants et poursuit son rêve d'enfance.

### Signmark (groupe)
Signmark choisit la basse hip-hop, car les basses sont les sons les plus vibrants de la musique que les sourds puissent ressentir. Quant aux paroles, les deux entendants chantent en finnois et Signmark en langue des signes finlandaise. En 2006, le groupe écrit une chanson Our Life en anglais, et signée en langue des signes américaine grâce à laquelle Signmark devient célèbre dans les pays scandinaves, puis auprès du public international.
La même année, l'album Signmark sort, accompagné d'un DVD. Les chansons racontent l’histoire, la culture et les droits de la communauté sourde finlandaise bien que le chanteur, estimant que la société ne devrait pas traiter les sourds comme des personnes handicapées, souhaite changer les attitudes envers les Sourds.

### Carrière solo
En mai 2009, le groupe Signmark se sépare, mais Marko Vuorenheimo, gardant son surnom, signe la même année un contrat avec Warner Music en tant qu'artiste solo. En septembre 2009, avec Brandon Bauer, d'origine américaine, qui y chante et rappe en anglais, il sort son premier single et son clip vidéo Smells Like Victory de son deuxième album Breaking The Rules, lancé en avril 2010, comprenant des clips vidéos en langue des signes américaine pour chaque chanson. Signmark est sélectionné, en 2009, comme l'un des dix jeunes les plus remarquables du monde pour lequel il reçoit le Prix de l'Outstanding Young Person of the World (TOYP) organisé par la Jeune chambre internationale. 
En collaboration avec Osmo Ikonen, il participe en janvier 2009 au concours finlandais qualificatif pour l'Eurovision. Sa chanson Speakerbox reçoit 46,5 % des voix mais il se place deuxième derrière Waldo's people avec 41,2 % des voix. Signmark suscite un intérêt international en tournée dans plusieurs pays, y compris au Japon, aux États-Unis, en Islande, en Espagne, en Éthiopie et à la Namibie.

## Discographie
- 2006 : Signmark
- 2010 : Breaking the Rules
- 2014 : Silent Shout
- 2021 : Viva La Parola

## Distinction
- Jeune chambre internationale : prix de l'Outstanding Young Person of the World (TOYP) (2009)